# Tom Brand
Thomas Adrianus Franciscus (Tom) Brand (Wijlre, 28 september 1917 - Eys, 6 oktober 1970) was een Nederlands lyrisch tenor.
Hij was zoon van Maria Catharina Helena Thomassen en bierbrouwer Hubert Mathieu Brand. Hijzelf trouwde in 1946 als koopman met Maria Magdalena Guillaumina (Madeleine/Madje) Maassen; samen kregen zij tien kinderen. Na het overlijden van zijn eerste vrouw in 1963 hertrouwde hij in 1965 met de Amerikaanse mezzosopraan Nan Merriman, die haar zangcarrière voor korte tijd afbrak.
Het zag er niet naar uit dat hij zanger zou worden; hij had een goedlopend fruitteeltbedrijf; hij had landbouwwetenschap gestudeerd aan de Rijks Middelbare Landbouwschool in Groningen. Zijn stem werd echter tijdens die studie (al) ontdekt door een kamergenoot, die hem aanraadde zangles te nemen. Zo kreeg hij les van Jos Smeets (Heerlense Muziekschool), zanglerares Suze Luger-van Beuge, Alphons Crolla van de Stedelijke Muziekschool Maastricht, monseigneur en kapelmeester Th. Rehman van de Dom van Aken als ook van Martin Koekelkoren van de Mastreechter Staar. Later volgde nog oratoriumdirigent Anthon van der Horst, die hem stimuleerde. Zij haalden hem over de zangwereld in te stappen. Dat begon voorzichtig in 1948 met een orgelconcert van Marius Monnikendam in Wijlre. Het leidde vanaf 1955 tot optredens in oratoria, (een paar) opera’s en recitals binnen en buiten de Nederlandse grens. Zo was hij betrokken bij de première van oratorium Golgotha van Frank Martin in Berlijn. Zijn stem werd bewaard door een beperkt aantal opnamen. Tom Brand zong veertig keer met het Concertgebouworkest meest onder leiding van Van der Horst en een enkele keer onder Bernard Haitink en Eugen Jochum.
Hij was voorts een van de initiatiefnemers van de Zuid Nederlandse Opera, maar zag die stichting ook opgeheven worden. Hij gaf in de jaren zestig les aan het Maastrichts Conservatorium (was er voorzitter van de docentenvereniging), was beschermheer van de harmonie St-Agatha en stichter van de Muziekdagen van Eys. Tevens stimuleerde hij de vernieuwing van het kerkorgel in Eys.
Buiten het zingen om was hij commissaris bij Brand Bierbrouwerij.
Rond 1968 deden hartklachten hem als zanger de das om; hij moest stoppen. Amper twee jaar later overleed hij op 53-jarige leeftijd. Zijn overlijden was landelijk nieuws. Hij werd begraven te Eys. Na zijn overlijden werd in de Onze-Lieve-Vrouwebasiliek in Maastricht een herdenkingsdienst gehouden.
- Bibliothèque nationale de France: cb141586622 (data)
- Gemeinsame Normdatei: 130290289
- International Standard Name Identifier: 0000 0000 6322 9399
- Library of Congress Control Number: no89000947
- MusicBrainz: 29ea0ee8-f4db-4d7f-8ac2-4b8b88fb8ec1
- Nationale Bibliotheek van Israël: 987007334746505171
- Nederlandse Thesaurus van Auteursnamen: 316331600
- Virtual International Authority File: 42941174